# باسکیت (فیلم)
بسکیا (انگلیسی: Basquiat) فیلمی به کارگردانی جولیان اشنابل است که در سال ۱۹۹۶ منتشر شد.

## بازیگران
- جفری رایت
- دیوید بویی
- بنیسیو دل تورو
- دنیس هاپر
- گری الدمن
- میکائیل وینکات
- کورتنی لاو
- کلر فورلانی
- پارکر پوزی
- کریستوفر واکن
- ویلم دفو
- پال بارتل
- تاتوم اونیل
- وینسنت لارسکا
- سام راکول
- وینسنت گالو
- الینا لوونسن